# Киджи Сарачини, Гвидо
Гви́до Ки́джи Сарачи́ни (итал. Guido Chigi Saracini; 8 марта 1880, Сиена — 18 ноября 1965, там же) — граф, итальянский меценат, покровитель академической музыки. Представитель одной из ветвей старинного итальянского дворянского рода, к которому принадлежал, например, папа Александр VII.
Окончил Консерваторию Луиджи Керубини во Флоренции. Унаследовав в 1906 году семейное состояние, занялся организацией музыкальной жизни в родном городе. Уже в 1907 году был учреждён Сиенский квинтет, выступавший с благотворительными концертами. Общеитальянский резонанс вызвало исполнение в сиенской церкви Сан-Франческо «Реквиема» Джузеппе Верди (оркестром управлял один из любимых дирижёров Верди Эдоардо Маскерони). В этот период значительную поддержку деятельности графа Киджи оказал продолжатель вердиевской традиции композитор Арриго Бойто.

Герб рода Киджи

После Первой мировой войны, в которой граф Киджи участвовал добровольцем, он предпринял перестройку своего дворца, в результате которой на месте зала для игры в мяч был обустроен концертный зал. 22 ноября 1923 года в этом зале прошёл первый концерт в цикле «Micat in Vertice» (с лат. — «Мерцает на вершине» — девиз, навеянный фамильным гербом графов Киджи, на котором изображена звезда над вершиной холма), этот цикл концертов ежегодно проводится до сих пор. В 1928 году в Сиене был проведён Шестой фестиваль Международного общества современной музыки, среди участников которого были, в частности, Мануэль де Фалья и Альфредо Казелла. С этого времени началось длительное и плодотворное сотрудничество Киджи и Казеллы, в результате которого в 1932 году во дворце Киджи начали проводиться ежегодные мастер-классы выдающихся музыкантов. В числе мастеров мирового уровня, преподававших у Киджи, были Пабло Казальс, Арриго Серато, Серджиу Челибидаке, Джордже Энеску, Андрес Сеговия, Альфред Корто, Жак Тибо, Натан Мильштейн, Иегуди Менухин, Герман Шерхен, Андре Наварра, Гвидо Агости и многие другие.

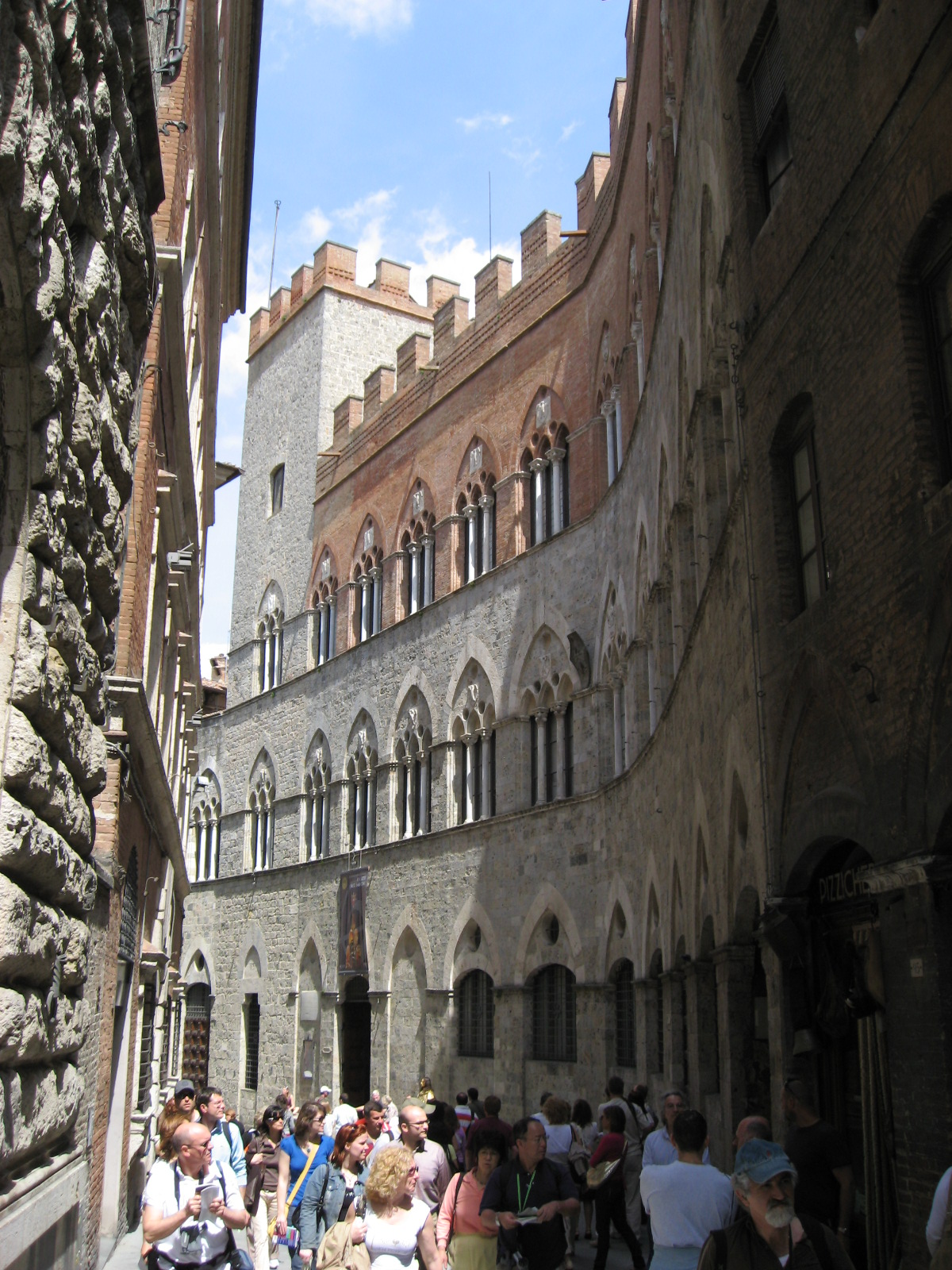
Дворец XIV века, переданный Киджи Сарачини в распоряжение Музыкальной академии

В 1939 году был учреждён фестиваль «Сиенские музыкальные недели» (итал. Settimana Musicale Senese) под руководством Казеллы, внёсший большой вклад в возрождение интереса к старой итальянской музыке, прежде всего к творчеству Антонио Вивальди.
В 1961 году граф Киджи полностью передал дворец в распоряжение музыкантов, благодаря чему регулярные мастер-классы были преобразованы в постоянно действующую Музыкальную академию Киджи.